# 赫立脫蛇鰻
赫立脫蛇鰻，為輻鰭魚綱鰻鱺目糯鰻亞目蛇鰻科的其中一種，分布於西印度洋的塞席爾群島海域，棲息深度可達600公尺，棲息在底層水域，屬肉食性，生活習性不明。

## 擴展閱讀
維基物種上的相關：赫立脫蛇鰻